# Grauwe meelmot
De grauwe meelmot (Ephestia kuehniella), soms ook meelmot genoemd (maar die naam wordt ook voor andere vlinders gebruikt), is een nachtvlinder uit de familie Pyralidae (snuitmotten). De spanwijdte van de vlinder bedraagt tussen de 20 en 25 millimeter. De soort komt oorspronkelijk uit India, maar heeft zich sinds 1877 gevestigd in Europa.

## Rups
De rups van de grauwe meelmot leeft vooral van tarwemeel, maar soms ook van ander plantaardig materiaal of zelfs dode insecten. Het dier kan zich ontwikkelen tot een plaag. De rups overwintert.

## Voorkomen in Nederland en België
De grauwe meelmot is in Nederland en in België een schaarse soort. De soort vliegt van april tot in oktober. De meeste waarnemingen worden binnen gedaan.